# Lista de chefes de Estado e de governo em 2023
Esta é uma lista de chefes de Estado, chefes de governo e outros governantes no ano de 2023.

## África
- África do Sul
  - Presidente – Cyril Ramaphosa, Presidente da África do Sul (2018–atualmente)
- Angola
  - Presidente – João Lourenço, Presidente de Angola (2017–atualmente)
- Argélia
  - Presidente – Abdelmadjid Tebboune, Presidente da Argélia (2019–atualmente)
  - Primeiro-ministro – 
    1. Aymen Benabderrahmane, Primeiro-ministro da Argélia (2021–2023)
    2. Nadir Larbaoui, Primeiro-ministro da Argélia (2023–atualmente)
- Benim
  - Presidente – Patrice Talon, Presidente do Benim (2016–atualmente)
- Botswana
  - Presidente – Mokgweetsi Masisi, Presidente do Botswana (2018–atualmente)
- Burquina Fasso
  - Líder da Junta  – Ibrahim Traoré, Presidente do Movimento Patriótico para a Salvaguarda e a Restauração (2022–atualmente)
  - Presidente – Ibrahim Traoré, Presidente interino de Burquina Fasso (2022–atualmente)
  - Primeiro-ministro – Apollinaire Kyélem de Tambèla, Primeiro-ministro de Burquina Fasso (2022–atualmente)
- Burundi
  - Presidente – Évariste Ndayishimiye, Presidente do Burundi (2020–atualmente)
  - Primeiro-ministro – Gervais Ndirakobuca, Primeiro-ministro do Burundi (2022–atualmente)
- Camarões
  - Presidente – Paul Biya, Presidente dos Camarões (1982–atualmente)
  - Primeiro-ministro – Joseph Ngute, Primeiro-ministro dos Camarões (2019–atualmente)
- Cabo Verde
  - Presidente – José Maria Neves, Presidente de Cabo Verde (2021–atualmente)
  - Primeiro-ministro – Ulisses Correia e Silva, Primeiro-ministro de Cabo Verde (2016–atualmente)
- Chade
  - Presidente – Mahamat Déby, Presidente de Transição do Chade (2021–atualmente)[a]
  - Primeiro-ministro – Saleh Kebzabo, Primeiro-ministro do Chade (2022–2024)
- Comores
  - Presidente – Azali Assoumani, Presidente de Comores (2016–atualmente)
- Congo–Brazzaville (República do Congo)
  - Presidente – Denis Sassou Nguesso, Presidente da República do Congo (1997–atualmente)
  - Primeiro-ministro – Anatole Collinet Makosso, Primeiro-ministro da República do Congo (2021–atualmente)
- Congo–Kinshasa (República Democrática do Congo)
  - Presidente – Félix Tshisekedi, Presidente da República Democrática do Congo (2019–atualmente)
  - Primeiro-ministro – Jean-Michel Sama Lukonde, Primeiro-ministro da República Democrática do Congo (2021–atualmente)
- Costa do Marfim
  - Presidente – Alassane Ouattara, Presidente da Costa do Marfim (2010–atualmente)
  - Primeiro-ministro – 
    1. Patrick Achi, Primeiro-ministro da Costa do Marfim (2021–2023)
    2. Robert Beugré Mambé, Primeiro-ministro da Costa do Marfim (2023–atualmente)
- Djibouti
  - Presidente – Ismaïl Omar Guelleh, Presidente do Djibouti (1999–atualmente)
  - Primeiro-ministro – Abdoulkader Kamil Mohamed, Primeiro-ministro do Djibouti (2013–atualmente)
- Egito
  - Presidente – Abdel Fattah el-Sisi, Presidente do Egito (2014–atualmente)
  - Primeiro-ministro – Moustafa Madbouly, Primeiro-ministro do Egito (2018–atualmente)
- Eritreia
  - Presidente – Isaias Afwerki, Presidente da Eritreia (1991–atualmente) [b]
- Essuatíni
  - Monarca – Mswati III, Rei de Essuatíni (1986–atualmente)
  - Primeiro-ministro – 
    1. Cleopas Dlamini, Primeiro-ministro de Essuatíni (2021–2023)
    2. Mgwagwa Gamedze, Primeiro-ministro de Essuatíni (2023)
    3. Russell Dlamini, Primeiro-ministro de Essuatíni (2023–atualmente)
- Etiópia
  - Presidente – Sahle-Work Zewde, Presidente da Etiópia (2018–atualmente)
  - Primeiro-ministro – Abiy Ahmed, Primeiro-ministro da Etiópia (2018–atualmente)
- Gabão
  - Líder da Junta  – Brice Clotaire Oligui Nguema, Presidente do Comitê para a Transição e a Restauração das Instituições (2023–atualmente)
  - Presidente – 
    1. Ali Bongo Ondimba, Presidente do Gabão (2009–2023)
    2. Brice Clotaire Oligui Nguema, Presidente de Transição do Gabão (2023–atualmente)

  - Primeiro-ministro – 
    1. Rose Christiane Raponda, Primeiro-ministro do Gabão (2020–2023)
    2. Alain Claude Bilie By Nze, Primeiro-ministro do Gabão (2023)
    3. Raymond Ndong Sima, Primeiro-ministro do Gabão (2023–atualmente)
- Gâmbia
  - Presidente – Adama Barrow, Presidente da Gâmbia (2017–atualmente)
- Gana
  - Presidente – Nana Akufo-Addo, Presidente do Gana (2017–atualmente)
- Guiné
  - Líder da Junta  – Mamady Doumbouya, Presidente do Comitê Nacional do Reagrupamento para o Desenvolvimento (2021–atualmente)
  - Presidente  – Mamady Doumbouya, Presidente interino da Guiné (2021–atualmente)
  - Primeiro-ministro – Bernard Goumou, Primeiro-ministro interino da Guiné (2022–atualmente)
- Guiné-Bissau
  - Presidente – Umaro Sissoco Embaló, Presidente da Guiné-Bissau (2020–atualmente)
  - Primeiro-ministro – 
    1. Nuno Gomes Nabiam, Primeiro-ministro da Guiné-Bissau (2020–2023)
    2. Geraldo Martins, Primeiro-ministro da Guiné-Bissau (2023)
    3. Rui Duarte de Barros, Primeiro-ministro da Guiné-Bissau (2023–atualmente)
- Guiné Equatorial
  - Presidente – Teodoro Obiang Nguema Mbasogo, Presidente da Guiné Equatorial (1979–atualmente)
  - Primeiro-ministro – 
    1. Francisco Pascual Obama Asue, Primeiro-ministro da Guiné Equatorial (2016–2023)
    2. Manuela Roka Botey, Primeiro-ministro da Guiné Equatorial (2023–atualmente)
- Lesoto
  - Monarca – Letsie III, Rei do Lesoto (1996–atualmente)
  - Primeiro-ministro – Sam Matekane, Primeiro-ministro do Lesoto (2022–atualmente)
- Libéria
  - Presidente – George Weah, Presidente da Libéria (2018–atualmente)
- Líbia
  - Governo de Unidade Nacional
    - Chefe de Estado – Mohamed al-Menfi, Presidente do Conselho Presidencial da Líbia (2021–atualmente)
    - Primeiro-ministro – Abdul Hamid Dbeibeh, Primeiro-ministro da Líbia (2021–atualmente)

  - Governo de Estabilidade Nacional (governo rival não reconhecido)
    - Primeiro-ministro –
      1. Fathi Bashagha, Primeiro-ministro da Líbia (2022–2023)
      2. Osama Hammad, Primeiro-ministro interino da Líbia (2023–atualmente)
- Madagáscar
  - Presidente – 
    1. Andry Rajoelina, Presidente de Madagáscar (2019–2023)
    2. Christian Ntsay, Presidente interino de Madagáscar (2023)
    3. Richard Ravalomanana, Presidente interino de Madagáscar (2023)
    4. Andry Rajoelina, Presidente de Madagáscar (2023–atualmente)

  - Primeiro-ministro – Christian Ntsay, Primeiro-ministro de Madagáscar (2018–atualmente)
- Malawi
  - Presidente – Lazarus Chakwera, Presidente do Malawi (2020–atualmente)
- Mali
  - Presidente – Assimi Goïta, Presidente interino do Mali (2021–atualmente)
  - Primeiro-ministro – Dr. Choguel Kokalla Maïga, Primeiro-ministro do Mali (2021–atualmente)
- Maurícia
  - Presidente – Pritvirajsing Roopun, Presidente da Maurícia (2019–atualmente)
  - Primeiro-ministro – Pravind Jugnauth, Primeiro-ministro da Maurícia (2017–atualmente)
- Mauritânia
  - Presidente – Mohamed Ould Ghazouani, Presidente da Mauritânia (2019–atualmente)
  - Primeiro-ministro – Mohamed Ould Bilal, Primeiro-ministro da Mauritânia (2020–atualmente)
- Marrocos
  - Monarca – Maomé VI, Rei de Marrocos (1999–atualmente)
  - Primeiro-ministro – Aziz Akhannouch, Chefe de Governo de Marrocos (2021–atualmente)
- Moçambique
  - Presidente – Filipe Nyusi, Presidente de Moçambique (2015–atualmente)
  - Primeiro-ministro – Adriano Maleiane, Primeiro-ministro de Moçambique (2022–atualmente)
- Namíbia
  - Presidente – Hage Geingob, Presidente da Namíbia (2015–atualmente)
  - Primeiro-ministro – Saara Kuugongelwa, Primeiro-ministro da Namíbia (2015–atualmente)
- Níger
  - Presidente – 
    1. Mohamed Bazoum, Presidente do Níger (2021–2023)
    2. Abdourahamane Tchiani, Presidente do Conselho Nacional para a Salvaguarda da Pátria (2023–atualmente)

  - Primeiro-ministro –
    1. Ouhoumoudou Mahamadou, Primeiro-ministro do Níger (2021–2023)
    2. Ali Lamine Zeine, Primeiro-ministro do Níger (2023–atualmente)
- Nigéria
  - Presidente – 
    1. Muhammadu Buhari, Presidente da Nigéria (2015–2023)
    2. Bola Tinubu, Presidente da Nigéria (2023–atualmente)
- Quénia
  - Presidente – William Ruto, Presidente do Quênia (2022–atualmente)
- República Árabe Saaráui Democrática (Estado autodeclarado e parcialmente reconhecido)
  - Presidente – Brahim Ghali, Presidente da República Árabe Saaraui Democrática (2016–atualmente)
  - Primeiro-ministro – Bouchraya Hammoudi Bayoun, Primeiro-ministro da República Árabe Saaraui Democrática (2020–atualmente)
- República Centro-Africana
  - Presidente  – Faustin-Archange Touadéra, Presidente da República Centro-Africana (2016–atualmente)
  - Primeiro-ministro – Félix Moloua, Primeiro-ministro da República Centro-Africana (2022–atualmente)
- Ruanda
  - Presidente – Paul Kagame, Presidente de Ruanda (2000–atualmente)
  - Primeiro-ministro – Édouard Ngirente, Primeiro-ministro de Ruanda (2017–atualmente)
- São Tomé e Príncipe
  - Presidente – Carlos Vila Nova, Presidente de São Tomé e Príncipe (2021–atualmente)
  - Primeiro-ministro – Patrice Trovoada, Primeiro-ministro de São Tomé e Príncipe (2022–atualmente)
- Seicheles
  - Presidente – Wavel Ramkalawan, Presidente das Seicheles (2020–atualmente)
- Senegal
  - Presidente – Macky Sall, Presidente do Senegal (2012–atualmente)
  - Primeiro-ministro – Amadou Ba, Primeiro-ministro do Senegal (2022–atualmente)
- Serra Leoa
  - Presidente – Julius Maada Bio, Presidente de Serra Leoa (2018–atualmente)
  - Ministro-chefe – 
    1. Jacob Jusu Saffa, Ministro-chefe de Serra Leoa (2021–2023)
    2. David Moinina Sengeh, Ministro-chefe de Serra Leoa (2023–atualmente)
- Somália
  - Presidente – Hassan Sheikh Mohamud, Presidente da Somália (2022–atualmente)
  - Primeiro-ministro – Hamza Abdi Barre, Primeiro-ministro da Somália (2022–atualmente)
- Somalilândia (Estado separatista não reconhecido)
  - Presidente – Muse Bihi Abdi, Presidente da Somalilândia (2017–atualmente)
- Sudão
  - Presidente – Abdel Fattah al-Burhan, Presidente do Conselho Soberano de Transição[1] (2019–atualmente)
  - Primeiro-ministro – Osman Hussein, Primeiro-ministro interino do Sudão (2022–atualmente)
- Sudão do Sul
  - Presidente – Salva Kiir Mayardit, Presidente do Sudão do Sul (2011–atualmente)
- Tanzânia
  - Presidente – Samia Suluhu, Presidente da Tanzânia (2021–atualmente)
  - Primeiro-ministro – Kassim Majaliwa, Primeiro-ministro da Tanzânia (2015–atualmente)
- Togo
  - Presidente – Faure Gnassingbé, Presidente do Togo (2005–atualmente)
  - Primeiro-ministro – Victoire Tomegah Dogbé, Primeiro-ministro do Togo (2020–atualmente)
- Tunísia
  - Presidente – Kais Saied, Presidente da Tunísia (2019–atualmente)
  - Primeiro-ministro – 
    1. Najla Bouden Romdhane, Primeiro-ministro da Tunísia (2021–2023)
    2. Ahmed Hachani, Primeiro-ministro da Tunísia (2023–atualmente)
- Uganda
  - Presidente – Yoweri Museveni, Presidente de Uganda (1986–atualmente)
  - Primeiro-ministro – Robinah Nabbanja, Primeiro-ministro de Uganda (2021–atualmente)
- Zâmbia
  - Presidente – Hakainde Hichilema, Presidente da Zâmbia (2021–atualmente)
- Zimbabwe
  - Presidente – Emmerson Mnangagwa, Presidente do Zimbabwe (2017–atualmente)

## América Central
- Antígua e Barbuda
  - Monarca – Charles III, Rei de Antígua e Barbuda (2022–atualmente)
  - Governador-geral – Sir Rodney Williams, Governador-geral de Antígua e Barbuda (2014–atualmente)
  - Primeiro-ministro – Gaston Browne, Primeiro-ministro de Antígua e Barbuda (2014–atualmente)
- Bahamas
  - Monarca – Charles III, Rei das Bahamas (2022–atualmente)
  - Governador-geral – 
    1. Sir Cornelius A. Smith, Governador-geral das Bahamas (2019–2023)
    2. Cynthia A. Pratt, Governador-geral das Bahamas (2023–atualmente)

  - Primeiro-ministro – Philip Edward Davis, Primeiro-ministro das Bahamas (2021–atualmente)
- Barbados
  - Presidente – Dama Sandra Mason, Presidente de Barbados (2021–atualmente)
  - Primeiro-ministro – Mia Mottley, Primeiro-ministro de Barbados (2018–atualmente)
- Belize
  - Monarca – Charles III, Rei de Belize (2022–atualmente)
  - Governador-geral – Dama Froyla Tzalam, Governador-geral do Belize (2021–atualmente)
  - Primeiro-ministro – Johnny Briceño, Primeiro-ministro de Belize (2020–atualmente)
- Costa Rica
  - Presidente – Rodrigo Chaves Robles, Presidente da Costa Rica (2022–atualmente)
- Cuba
  - Líder do Partido Comunista – Miguel Díaz-Canel, Primeiro Secretário do Partido Comunista de Cuba (2021–atualmente)
  - Presidente – Miguel Díaz-Canel, Presidente de Cuba[c] (2018–atualmente)
  - Primeiro-ministro – Manuel Marrero Cruz, Primeiro-ministro (2019–atualmente)
- Dominica
  - Presidente – 
    1. Charles Savarin, Presidente da Dominica (2013–2023)
    2. Sylvanie Burton, Presidente da Dominica (2023–atualmente)

  - Primeiro-ministro – Roosevelt Skerrit, Primeiro-ministro da Dominica (2004–atualmente)
- El Salvador
  - Presidente – Nayib Bukele, Presidente de El Salvador (2019–atualmente)
    - Claudia Rodríguez de Guevara, Presidente interino de El Salvador (2023–atualmente)
- Granada
  - Monarca – Charles III, Rei de Granada (2022–atualmente)
  - Governador-geral – Dama Cécile La Grenade, Governador-geral de Granada (2013–atualmente)
  - Primeiro-ministro – Dickon Mitchell, Primeiro-ministro de Granada (2022–atualmente)
- Guatemala
  - Presidente – Alejandro Giammattei, Presidente da Guatemala (2020–atualmente)
- Haiti
  - Presidente – Vacante (2021–atualmente)
  - Primeiro-ministro – Ariel Henry, Primeiro-ministro interino do Haiti (2021–atualmente)
- Honduras
  - Presidente – Xiomara Castro, Presidente de Honduras (2022–atualmente)
- Jamaica
  - Monarca – Charles III, Rei da Jamaica (2022–atualmente)
  - Governador-geral – Sir Patrick Allen, Governador-geral da Jamaica (2009–atualmente)
  - Primeiro-ministro – Andrew Holness, Primeiro-ministro da Jamaica (2016–atualmente)
- Nicarágua
  - Presidente – Daniel Ortega, Presidente da Nicarágua (2007–atualmente)
- Panamá
  - Presidente – Laurentino Cortizo, Presidente do Panamá (2019–atualmente)
- República Dominicana
  - Presidente – Luis Abinader, Presidente da República Dominicana (2020–atualmente)
- Santa Lúcia
  - Monarca – Charles III, Rei de Santa Lúcia (2022–atualmente)
  - Governador-geral – Errol Charles, Governador-geral interino de Santa Lúcia  (2021–atualmente)
  - Primeiro-ministro – Philip Pierre, Primeiro-ministro de Santa Lúcia (2021–atualmente)
- São Cristóvão e Nevis
  - Monarca – Charles III, Rei de São Cristóvão e Nevis (2022–atualmente)
  - Governador-geral – 
    1. Sir Tapley Seaton, Governador-geral de São Cristóvão e Nevis (2015–2023)
    2. Dama Marcella Liburd, Governador-geral de São Cristóvão e Nevis (2023–atualmente)

  - Primeiro-ministro – Terrance Drew, Primeiro-ministro de São Cristóvão e Nevis (2022–atualmente)
- São Vicente e Granadinas
  - Monarca – Charles III, Rei de São Vicente e Granadinas (2022–atualmente)
  - Governador-geral – Dama Susan Dougan, Governador-geral de São Vicente e Granadinas (2019–atualmente)
  - Primeiro-ministro – Ralph Gonsalves, Primeiro-ministro de São Vicente e Granadinas (2001–atualmente)
- Trinidad e Tobago
  - Presidente – 
    1. Paula-Mae Weekes, Presidente de Trinidad e Tobago (2018–2023)
    2. Christine Kangaloo, Presidente de Trinidad e Tobago (2023–atualmente)

  - Primeiro-ministro – Keith Rowley, Primeiro-ministro de Trinidad e Tobago (2015–atualmente)

## América do Norte
- Canadá
  - Monarca – Charles III, Rei do Canadá (2022–atualmente)
  - Governador-geral – Mary Simon, Governador-geral do Canadá (2021–atualmente)
  - Primeiro-ministro – Justin Trudeau, Primeiro-ministro do Canadá (2015–atualmente)
- Estados Unidos
  - Presidente – Joe Biden, Presidente dos Estados Unidos (2021–atualmente)
- México
  - Presidente – Andrés Manuel López Obrador, Presidente do México (2018–atualmente)

## América do Sul
- Argentina
  - Presidente – 
    1. Alberto Fernández, Presidente da Argentina (2019–2023)
    2. Javier Milei, Presidente da Argentina (2023–atualmente)
- Bolívia
  - Presidente – Luis Arce, Presidente da Bolívia (2020–atualmente)
- Brasil
  - Presidente – Luiz Inácio Lula da Silva, Presidente do Brasil (2023–atualmente)
- Chile
  - Presidente – Gabriel Boric, Presidente do Chile (2022–atualmente)
- Colômbia
  - Presidente – Gustavo Petro, Presidente da Colômbia (2022–atualmente)
- Equador
  - Presidente – 
    1. Guillermo Lasso, Presidente do Equador (2021–2023)
    2. Daniel Noboa, Presidente do Equador (2023–atualmente)
- Guiana
  - Presidente – Irfaan Ali, Presidente da Guiana (2020–atualmente)
  - Primeiro-ministro – Mark Phillips, Primeiro-ministro da Guiana (2020–atualmente)
- Paraguai
  - Presidente – 
    1. Mario Abdo Benítez, Presidente do Paraguai (2018–2023)
    2. Santiago Peña, Presidente do Paraguai (2023–atualmente)
- Peru
  - Presidente – Dina Boluarte, Presidente do Peru (2022–atualmente)
  - Primeiro-ministro – Alberto Otárola, Presidente do Conselho de Ministros do Peru (2022–atualmente)
- Suriname
  - Presidente – Chan Santokhi, Presidente do Suriname (2020–atualmente)
- Uruguai
  - Presidente – Luis Lacalle Pou, Presidente do Uruguai (2020–atualmente)
- Venezuela
  - República Bolivariana da Venezuela
    - Presidente – Nicolás Maduro, Presidente da Venezuela (2013–atualmente)

  - Assembleia Nacional de 2015 (parcialmente reconhecido, governo no exílio)
    - Presidente – 
      1. Juan Guaidó, Presidente da Assembleia Nacional (2019–2023)
      2. Dinorah Figuera, Presidente da Assembleia Nacional (2023–atualmente)

## Ásia
- Afeganistão
  - Líder Supremo – Hibatullah Akhundzada, Líder Supremo do Afeganistão (2021–atualmente)
  - Primeiro-ministro – Hasan Akhund, Primeiro-ministro interino do Afeganistão (2021–atualmente)
- Arábia Saudita
  - Monarca – Salman, Rei da Arábia Saudita (2015–atualmente)
  - Primeiro-ministro – Mohammed bin Salman, Primeiro-ministro da Arábia Saudita (2022–atualmente)
- Bahrain
  - Monarca – Xeique Hamad bin Isa Al Khalifa, Rei do Barém (1999–atualmente)
  - Primeiro-ministro – Príncipe Salman bin Hamad bin Isa Al Khalifa, Primeiro-ministro do Barém (2020–atualmente)
- Bangladesh
  - Presidente – 
    1. Mohammad Abdul Hamid, Presidente do Bangladesh (2013–2023)
    2. Mohammed Shahabuddin, Presidente do Bangladesh (2023–atualmente)

  - Primeiro-ministro – Sheikh Hasina, Primeiro-ministro do Bangladesh (2009–atualmente)
- Brunei
  - Monarca – Hassanal Bolkiah, Sultão do Brunei (1967–atualmente) [d]
  - Primeiro-ministro – Hassanal Bolkiah, Primeiro-ministro do Brunei (1984–atualmente)
- Butão
  - Monarca – Jigme Khesar Namgyel Wangchuck, Rei do Butão (2006–atualmente)
  - Primeiro-ministro – 
    1. Lotay Tshering, Primeiro-ministro do Butão (2018–2023)
    2. Chogyal Dago Rigdzin, Conselheiro-Chefe do Butão (2023–atualmente)
- Camboja
  - Monarca – Norodom Sihamoni, Rei do Camboja (2004–atualmente)
  - Primeiro-ministro – 
    1. Hun Sen, Primeiro-ministro do Camboja (1985–2023) [e]
    2. Hun Manet, Primeiro-ministro do Camboja (2023–atualmente)
- Catar
  - Monarca – Xeique Tamim bin Hamad Al Thani, Emir do Catar (2013–atualmente)
  - Primeiro-ministro – 
    1. Xeique Khalid ibn Khalifa ibn Abdul Aziz Al Thani, Primeiro-ministro do Catar (2020–2023)
    2. Xeique Mohammed bin Abdul Rahman Al Thani, Primeiro-ministro do Catar (2023–atualmente)
- Cazaquistão
  - Presidente – Kassym-Dzomart Tokayev, Presidente do Cazaquistão (2019–atualmente)
  - Primeiro-ministro – Alihan Smaiylov, Primeiro-ministro do Cazaquistão (2022–atualmente)
- China (República Popular da China)
  - Líder do Partido Comunista – Xi Jinping, Secretário-geral do Partido Comunista da China (2012–atualmente)
  - Presidente – Xi Jinping, Presidente da China (2013–atualmente)
  - Premiê – 
    1. Li Keqiang, Premiê do Conselho de Estado da China (2013–2023)
    2. Li Qiang, Premiê do Conselho de Estado da China (2023–atualmente)
- Coreia do Norte (República Popular Democrática da Coreia)
  - Líder do Partido Comunista – Kim Jong Un, Secretário-Geral do Partido dos Trabalhadores da Coreia[2] (2012–atualmente)
  - Chefe de Estado de facto – Kim Jong Un, Presidente do Comissão de Assuntos de Estado da Coreia do Norte [f] (2011–atualmente)
  - Chefe de Estado de jure – Choe Ryong-hae, Presidente do Comitê Permanente da Assembleia Popular Suprema (2019–atualmente)[3]
  - Premiê – Kim Tok-hun, Premiê do Gabinete da Coreia do Norte (2020–atualmente)
- Coreia do Sul (República da Coreia)
  - Presidente – Yoon Suk-yeol, Presidente da Coreia do Sul (2022–atualmente)
  - Primeiro-ministro – Han Duck-soo, Primeiro-ministro da Coreia do Sul (2022–atualmente)
- Emirados Árabes Unidos
  - Presidente – Xeique Mohamed bin Zayed Al Nahyan, Presidente dos Emirados Árabes Unidos (2022–atualmente)
  - Primeiro-ministro – Xeique Mohammed bin Rashid Al Maktoum, Primeiro-ministro dos Emirados Árabes Unidos (2006–atualmente)
- Filipinas
  - Presidente – Bongbong Marcos, Presidente das Filipinas (2022–atualmente)
- Iémen
  - Conselho de Liderança Presidencial
    - Presidente – Rashad al-Alimi, Presidente do Conselho de Liderança Presidencial do Iêmen (2022–atualmente)
    - Primeiro-ministro – Maeen Abdulmalik Saeed, Primeiro-ministro do Iémen (2018–atualmente)

  - Conselho Político Supremo (governo rival parcialmente reconhecido)
    - Líder Militante – Abdul-Malik al-Houthi, Líder do Ansar Allah (2015–atualmente)[g][4]
    - Presidente – Mahdi al-Mashat, Presidente do Conselho Político Supremo do Iêmen (2018–atualmente)
    - Primeiro-ministro – Abdel-Aziz bin Habtour, Primeiro-ministro do Iêmen (2016–atualmente)
- Índia
  - Presidente – Droupadi Murmu, Presidente da Índia (2022–atualmente)
  - Primeiro-ministro – Narendra Modi, Primeiro-ministro da Índia (2014–atualmente)
- Indonésia
  - Presidente – Joko Widodo, Presidente da Indonésia (2014–atualmente)
- Irã
  - Líder Supremo – Aiatolá Ali Khamenei, Líder Supremo do Irã (1989–atualmente)
  - Presidente – Ebrahim Raisi, Presidente do Irã (2021–atualmente)
- Iraque
  - Presidente – Abdul Latif Rashid, Presidente do Iraque (2022–atualmente)
  - Primeiro-ministro – Mohammed Shia' Al Sudani, Primeiro-ministro do Iraque (2022–atualmente)
- Israel
  - Presidente – Isaac Herzog, Presidente de Israel (2021–atualmente)
  - Primeiro-ministro – Benjamin Netanyahu, Primeiro-ministro de Israel (2022–atualmente)
- Japão
  - Monarca – Naruhito, Imperador do Japão (2019–atualmente)
  - Primeiro-ministro – Fumio Kishida, Primeiro-ministro do Japão (2021–atualmente)
- Jordânia
  - Monarca – Abdullah II, Rei da Jordânia (1999–atualmente)
  - Primeiro-ministro – Bisher Al-Khasawneh, Primeiro-ministro da Jordânia (2020–atualmente)
- Kuwait
  - Monarca – 
    1. Nawaf Al-Ahmad Al-Jaber Al-Sabah, Emir do Kuwait (2020–2023)
    2. Mishal Al-Ahmad Al-Jaber Al-Sabah, Emir do Kuwait (2023–atualmente)

  - Primeiro-ministro – Ahmad Al-Nawaf Al-Ahmad Al-Sabah, Primeiro-ministro do Kuwait (2022–2023)
- Laos
  - Líder do Partido Comunista – Thongloun Sisoulith, Secretário-geral do Partido Popular Revolucionário do Laos (2021–atualmente)
  - Presidente – Thongloun Sisoulith, Presidente do Laos (2021–atualmente)
  - Primeiro-ministro – Sonexay Siphandone, Primeiro-ministro do Laos (2022–atualmente)
- Líbano
  - Presidente – Vacante, (2022–atualmente)
  - Primeiro-ministro –  Najib Mikati, Presidente do Conselho de Ministros (2021–atualmente)
- Malásia
  - Monarca – Abdullah, Yang di-Pertuan Agong da Malásia (2019–atualmente)
  - Primeiro-ministro – Anwar Ibrahim, Primeiro-ministro da Malásia (2022–atualmente)
- Maldivas
  - Presidente – 
    1. Ibrahim Mohamed Solih, Presidente das Maldivas (2018–2023)
    2. Mohamed Muizzu, Presidente das Maldivas (2023–atualmente)
- Mongólia
  - Presidente – Ukhnaagiin Khürelsükh, Presidente da Mongólia (2021–atualmente)
  - Primeiro-ministro – Luvsannamsrain Oyun-Erdene, Primeiro-ministro da Mongólia (2021–atualmente)
- Myanmar
  - Conselho Administrativo de Estado
    - Presidente – Myint Swe, Presidente interino de Myanmar (2021–atualmente)
    - Líder da Junta – Min Aung Hlaing, Presidente do Conselho Administrativo de Estado (2021–atualmente)
    - Primeiro-ministro – Min Aung Hlaing, Primeiro-ministro de Myanmar (2021–atualmente)

  - Governo de Unidade Nacional (governo rival não reconhecido)
    - Presidente – Duwa Lashi La, Presidente interino do Governo de Unidade Nacional (2021–atualmente)
    - Primeiro-ministro – Mahn Win Khaing Than, Primeiro-ministro do Governo de Unidade Nacional (2021–atualmente)
- Nepal
  - Presidente – 
    1. Bidya Devi Bhandari, Presidente do Nepal (2015–2023)
    2. Ram Chandra Poudel, Presidente do Nepal (2023–atualmente)

  - Primeiro-ministro – Pushpa Kamal Dahal, Primeiro-ministro do Nepal (2022–atualmente)
- Omã
  - Monarca – Haitham bin Tariq Al Said, Sultão de Omã (2020–atualmente)
  - Primeiro-ministro – Haitham bin Tariq Al Said, Primeiro-ministro de Omã (2020–atualmente)
- Palestina
  - Autoridade Nacional Palestiniana
    - Presidente – Mahmoud Abbas, Presidente da Palestina (2005–atualmente)
    - Primeiro-ministro – Mohammad Shtayyeh, Primeiro-ministro da Palestina (2019–atualmente)

  - Governo do Hamas em Gaza (governo rival não reconhecido)
    - Líder do Partido – Ismail Haniyeh, Presidente do Escritório Político do Hamas (2017–atualmente)
    - Presidente – Aziz Dweik, Presidente Interino da Autoridade Nacional Palestina (2016–atualmente)
    - Primeiro-ministro – Essam al-Da'alis, Primeiro-ministro da Autoridade Nacional Palestina (2021–atualmente)
- Paquistão
  - Presidente – Arif Alvi, Presidente do Paquistão (2018–atualmente)
  - Primeiro-ministro – 
    1. Shehbaz Sharif, Primeiro-ministro do Paquistão (2022–2023)
    2. Anwar ul Haq Kakar, Primeiro-ministro interino do Paquistão (2023–atualmente)
- Quirguistão
  - Presidente – Sadyr Dzaparov, Presidente do Quirguistão (2021–atualmente)
  - Primeiro-ministro – Akylbek Dzaparov, Presidente do Conselho de Ministros do Quirguistão (2021–atualmente)
- Singapura
  - Presidente – 
    1. Halimah Yacob, Presidente de Singapura (2017–2023)
    2. Tharman Shanmugaratnam, Presidente de Singapura (2023–atualmente)

  - Primeiro-ministro – Lee Hsien Loong, Primeiro-ministro de Singapura (2004–atualmente)
- Síria
  -  Síria
    - Presidente – Bashar al-Assad, Presidente da Síria (2000–atualmente)
    - Primeiro-ministro – Hussein Arnous, Primeiro-ministro da Síria (2020–atualmente)

  - Oposição síria
    -  Coalizão Nacional Síria (governo rival parcialmente reconhecido)
      - Presidente – Salem al-Meslet, Presidente da Coalizão Nacional Síria (2021–atualmente)
      - Primeiro-ministro – Abdurrahman Mustafa, Primeiro-ministro da Coalizão Nacional Síria (2019–atualmente)

    -  Governo de Salvação Sírio (governo rival não reconhecido)
      - Líder Militante – Abu Mohammad al-Julani, Comandante-em-Chefe do Tahrir al-Sham (2017–atualmente)[5]
      - Presidente – Mustafa al-Mousa, Presidente do Conselho Geral Shura (2020–atualmente)
      - Primeiro-ministro – Ali Keda, Primeiro-ministro do Governo de Salvação Sírio (2019–atualmente)
- Sri Lanka
  - Presidente – Ranil Wickremesinghe, Presidente do Sri Lanka (2022–atualmente)
  - Primeiro-ministro – Dinesh Gunawardena, Primeiro-ministro do Sri Lanka (2022–atualmente)
- Tailândia
  - Monarca – Vajiralongkorn, Rei da Tailândia (2016–atualmente)
  - Primeiro-ministro – 
    1. Prayut Chan-o-cha, Primeiro-ministro da Tailândia (2014–2023)
    2. Srettha Thavisin, Primeiro-ministro da Tailândia (2023–atualmente)
- Taiwan (República da China)
  - Presidente – Tsai Ing-wen, Presidente de Taiwan (2016–atualmente)
  - Premiê – 
    1. Su Tseng-chang, Presidente do Yuan Executivo de Taiwan (2019–2023)
    2. Chen Chien-jen, Presidente do Yuan Executivo de Taiwan (2023–atualmente)
- Tajiquistão
  - Presidente – Emomali Rahmon, Presidente do Tajiquistão (1992–atualmente)
  - Primeiro-ministro – Kokhir Rasulzoda, Primeiro-ministro do Tajiquistão (2013–atualmente)
- Timor-Leste
  - Presidente – José Ramos-Horta, Presidente de Timor-Leste (2022–atualmente)
  - Primeiro-ministro – 
    1. Taur Matan Ruak, Primeiro-ministro de Timor-Leste (2018–2023)
    2. Xanana Gusmão, Primeiro-ministro de Timor-Leste (2023–atualmente)
- Turquemenistão
  - Líder Nacional – Gurbanguly Berdimuhamedow, Presidente do Conselho Popular do Turquemenistão (2023–atualmente)[6]
  - Presidente – Serdar Berdimuhamedow, Presidente do Turquemenistão (2022–atualmente)
- Turquia
  - Presidente – Recep Tayyip Erdoğan, Presidente da Turquia (2014–atualmente)
- Uzbequistão
  - Presidente – Shavkat Mirziyoyev, Presidente do Uzbequistão (2016–atualmente)
  - Primeiro-ministro – Abdulla Aripov, Primeiro-ministro do Uzbequistão (2016–atualmente)
- Vietname
  - Líder do Partido Comunista – Nguyễn Phú Trọng, Secretário-geral do Partido Comunista do Vietnã (2011–atualmente)
  - Presidente – 
    1. Nguyễn Xuân Phúc, Presidente do Vietname (2021–2023)
    2. Võ Thị Ánh Xuân, Presidente interino do Vietnã (2023)
    3. Võ Văn Thưởng, Presidente do Vietname (2023–atualmente)

  - Primeiro-ministro – Phạm Minh Chính, Primeiro-ministro do Vietname (2021–atualmente)

## Europa
- Abecásia (Estado separatista parcialmente reconhecido)
  - Presidente – Aslan Bzhania, Presidente da Abecásia (2020–atualmente)
  - Primeiro-ministro – Aleksander Ankvab, Primeiro-ministro da Abecásia  (2020–atualmente)
- Albânia
  - Presidente – Bajram Begaj, Presidente da Albânia (2022–atualmente)
  - Primeiro-ministro – Edi Rama, Primeiro-ministro da Albânia (2013–atualmente)
- Alemanha
  - Presidente – Frank-Walter Steinmeier, Presidente Federal da Alemanha (2017–atualmente)
  - Chanceler – Olaf Scholz, Chanceler Federal da Alemanha (2021–atualmente)
- Andorra
  - Monarcas –
    - Copríncipe francês – Emmanuel Macron, Copríncipe francês de Andorra (2017–atualmente)
      - Representante do copríncipe – Patrick Strzoda (2017–atualmente)

    - Copríncipe episcopal – Arcebispo Joan Enric Vives Sicília, Copríncipe episcopal de Andorra (2003–atualmente)
      - Representante do copríncipe – Josep Maria Mauri (2012–atualmente)

  - Primeiro-ministro – Xavier Espot Zamora, Chefe de governo de Andorra (2019–atualmente)
- Armênia
  - Presidente – Vahagn Khachaturyan, Presidente da Armênia (2022–atualmente)
  - Primeiro-ministro – Nikol Pashinyan, Primeiro-ministro da Armênia (2018–atualmente)
- Artsaque (Estado separatista não reconhecido)
  - Presidente – 
    1. Arayik Harutyunyan, Presidente de Artsaque (2020–2023)
    2. Samvel Shahramanyan, Presidente de Artsaque (2023)
- Áustria
  - Presidente – Alexander Van der Bellen, Presidente Federal da Áustria (2017–atualmente)
  - Chanceler – Karl Nehammer, Chanceler Federal da Áustria (2021–atualmente)
- Azerbaijão
  - Presidente – Ilham Aliyev, Presidente do Azerbaijão (2003–atualmente)
  - Primeiro-ministro – Ali Asadov, Primeiro-ministro do Azerbaijão (2019–atualmente)
- Bélgica
  - Monarca – Filipe, Rei dos Belgas (2013–atualmente)
  - Primeiro-ministro – Alexander De Croo, Primeiro-ministro da Bélgica (2020–atualmente)
- Bielorrússia
  -  Bielorrússia
    - Presidente – Alexander Lukashenko, Presidente da Bielorrússia (1994–atualmente)
    - Primeiro-ministro – Roman Golovchenko, Primeiro-ministro da Bielorrússia (2020–atualmente)

  -  Conselho de Coordenação para a Transferência de Poder (governo no exílio parcialmente reconhecido)
    - Presidente – Sviatlana Tsikhanouskaya, Presidente do Conselho de Coordenação (2020–atualmente)
    - Primeiro-ministro – Sviatlana Tsikhanouskaya, Chefe do Gabinete de Transição Unido (2022–atualmente)
- Bósnia e Herzegovina
  - Chefe de Estado – Presidência da Bósnia e Herzegovina
    - Membro Bósnio – Denis Bećirović (2022–atualmente)
    - Membro Croata – Željko Komšić (2018–atualmente: Presidente da Presidência da Bósnia e Herzegovina, 2023–atualmente)
    - Membro Sérvio – Željka Cvijanović (2022–atualmente)

  - Primeiro-ministro – 
    1. Zoran Tegeltija, Presidente do Conselho de Ministros da Bósnia e Herzegovina (2019–2023)
    2. Borjana Krišto, Presidente do Conselho de Ministros da Bósnia e Herzegovina (2023–atualmente)

  - Alto Representante – Christian Schmidt, Alto Representante para a Bósnia e Herzegovina (2021–atualmente)
- Bulgária
  - Presidente – Rumen Radev, Presidente da Bulgária (2017–atualmente)
  - Primeiro-ministro – 
    1. Galab Donev, Primeiro-ministro da Bulgária (2022–2023)
    2. Nikolai Denkov, Primeiro-ministro da Bulgária (2023–atualmente)
- Chéquia
  - Presidente – 
    1. Miloš Zeman, Presidente da Chéquia (2013–2023)
    2. Petr Pavel, Presidente da Chéquia (2023–atualmente)

  - Primeiro-ministro – Petr Fiala, Primeiro-ministro da Chéquia (2021–atualmente)
- Chipre
  - Presidente – 
    1. Nicos Anastasiades, Presidente do Chipre (2013–2023)
    2. Nikos Christodoulides, Presidente do Chipre (2023–atualmente)
- Chipre do Norte (Estado separatista não reconhecido)
  - Presidente – Ersin Tatar, Presidente do Chipre do Norte (2020–atualmente)
  - Primeiro-ministro – Ünal Üstel, Primeiro-ministro do Chipre do Norte (2022–atualmente)
- Croácia
  - Presidente – Zoran Milanović, Presidente da Croácia (2020–atualmente)
  - Primeiro-ministro – Andrej Plenković, Primeiro-ministro da Croácia (2016–atualmente)
- Dinamarca
  - Monarca – Margarida II, Rainha da Dinamarca (1972–atualmente)
  - Primeiro-ministro – Mette Frederiksen, Primeiro-ministro da Dinamarca (2019–atualmente)
- Eslováquia
  - Presidente – Zuzana Čaputová, Presidente da Eslováquia (2019–atualmente)
  - Primeiro-ministro –
    1. Eduard Heger, Primeiro-ministro da Eslováquia (2021–2023)
    2. Ľudovít Ódor, Primeiro-ministro da Eslováquia (2023)
    3. Robert Fico, Primeiro-ministro da Eslováquia (2023–atualmente)
- Eslovénia
  - Presidente – Nataša Pirc Musar, Presidente da Eslovênia (2022–atualmente)
  - Primeiro-ministro – Robert Golob, Primeiro-ministro da Eslovênia (2022–atualmente)
- Espanha
  - Monarca – Filipe VI, Rei da Espanha (2014–atualmente)
  - Primeiro-ministro – Pedro Sánchez, Presidente do Governo da Espanha (2018–atualmente)
- Estônia
  - Presidente – Alar Karis, Presidente da Estônia (2021–atualmente)
  - Primeiro-ministro – Kaja Kallas, Primeiro-ministro da Estônia (2021–atualmente)
- Finlândia
  - Presidente – Sauli Niinistö, Presidente da Finlândia (2012–atualmente)
  - Primeiro-ministro – 
    1. Sanna Marin, Primeiro-ministro da Finlândia (2019–2023)
    2. Petteri Orpo, Primeiro-ministro da Finlândia (2023–atualmente)
- França
  - Presidente – Emmanuel Macron, Presidente da França (2017–atualmente)
  - Primeiro-ministro – Élisabeth Borne, Primeiro-ministro da França (2022–atualmente)
- Geórgia
  - Presidente – Salome Zurabishvili, Presidente da Geórgia (2018–atualmente)
  - Primeiro-ministro – Irakli Garibashvili, Primeiro-ministro da Geórgia (2021–atualmente)
- Grécia
  - Presidente – Katerina Sakellaropoulou, Presidente da Grécia (2020–atualmente)
  - Primeiro-ministro – 
    1. Kyriakos Mitsotakis, Primeiro-ministro da Grécia (2019–2023)
    2. Ioannis Sarmas, Primeiro-ministro da Grécia (2023)
    3. Kyriakos Mitsotakis, Primeiro-ministro da Grécia (2023–atualmente)
- Hungria
  - Presidente – Katalin Novák, Presidente da Hungria (2022–atualmente)
  - Primeiro-ministro – Viktor Orbán, Primeiro-ministro da Hungria (2010–atualmente)
- Islândia
  - Presidente – Guðni Th. Jóhannesson, Presidente da Islândia (2016–atualmente)
  - Primeiro-ministro – Katrín Jakobsdóttir, Primeiro-ministro da Islândia (2017–atualmente)
- Irlanda
  - Presidente – Michael D. Higgins, Presidente da Irlanda (2011–atualmente)
  - Primeiro-ministro – Leo Varadkar, Taoiseach da Irlanda (2022–atualmente)
- Itália
  - Presidente – Sergio Mattarella, Presidente da Itália (2015–atualmente)
  - Primeiro-ministro – Giorgia Meloni, Presidente do Conselho de Ministros da Itália (2022–atualmente)
- Kosovo (Estado separatista parcialmente reconhecido; sob administração internacional nominal) 
  - Presidente – Vjosa Osmani, Presidente do Kosovo (2021–atualmente)
  - Primeiro-ministro – Albin Kurti, Primeiro-ministro do Kosovo (2021–atualmente)
  - Representante Especial da ONU – Zahir Tanin, Representante Especial do Secretário-Geral da ONU para o Kosovo (2015–atualmente)
- Letónia
  - Presidente – 
    1. Egils Levits, Presidente da Letônia (2019–2023)
    2. Edgars Rinkēvičs, Presidente da Letônia (2023–atualmente)

  - Primeiro-ministro – 
    1. Krišjānis Kariņš, Primeiro-ministro da Letônia (2019–2023)
    2. Evika Siliņa, Primeiro-ministro da Letônia (2023–atualmente)
- Liechtenstein
  - Monarca – Hans-Adam II, Príncipe-Soberano de Liechtenstein (1989–atualmente)
  - Regente – Príncipe Herdeiro Aloísio, Regente de Liechtenstein (2004–atualmente)
  - Primeiro-ministro – Daniel Risch, Chefe de Governo de Liechtenstein (2021–atualmente)
- Lituânia
  - Presidente – Gitanas Nausėda, Presidente da Lituânia (2019–atualmente)
  - Primeiro-ministro – Ingrida Šimonytė, Primeiro-ministro da Lituânia (2020–atualmente)
- Luxemburgo
  - Monarca – Henrique, Grão-Duque de Luxemburgo (2000–atualmente)
  - Primeiro-ministro – 
    1. Xavier Bettel, Primeiro-ministro de Luxemburgo (2013–2023)
    2. Luc Frieden, Primeiro-ministro de Luxemburgo (2023–atualmente)
- Macedônia do Norte 
  - President – Stevo Pendarovski, Presidente da Macedônia do Norte (2019–atualmente)
  - Primeiro-ministro – Dimitar Kovačevski, Presidente do Governo da Macedônia do Norte (2022–atualmente)
- Malta
  - Presidente – George Vella, Presidente de Malta (2019–atualmente)
  - Primeiro-ministro – Robert Abela, Primeiro-ministro de Malta (2020–atualmente)
- Moldávia
  - Presidente – Maia Sandu, Presidente da Moldávia (2020–atualmente)
  - Primeiro-ministro – 
    1. Natalia Gavrilița, Primeiro-ministro da Moldávia (2021–2023)
    2. Dorin Recean, Primeiro-ministro da Moldávia (2023–atualmente)
- Mônaco
  - Monarca – Alberto II, Príncipe Soberano de Mônaco (2005–atualmente)
  - Primeiro-ministro – Pierre Dartout, Ministro de Estado de Mônaco (2020–atualmente)
- Montenegro
  - Presidente – 
    1. Milo Đukanović, Presidente de Montenegro (2018–2023)
    2. Jakov Milatović, Presidente de Montenegro (2023–atualmente)

  - Primeiro-ministro – 
    1. Dritan Abazović, Primeiro-ministro de Montenegro (2022–2023)
    2. Milojko Spajić, Primeiro-ministro de Montenegro (2023–atualmente)
- Noruega
  - Monarca – Haroldo V, Rei da Noruega (1991–atualmente)
  - Primeiro-ministro – Jonas Gahr Støre, Primeiro-ministro da Noruega (2021–atualmente)
- Ossétia do Sul (Estado separatista parcialmente reconhecido)
  - Presidente – Alan Gagloyev, Presidente da Ossétia do Sul (2022–atualmente)
  - Primeiro-ministro – Konstantin Djussoev, Primeiro-Ministro da Ossétia do Sul (2022–atualmente)
- Países Baixos
  - Monarca – Guilherme Alexandre, Rei dos Países Baixos (2013–atualmente)
  - Primeiro-ministro – Mark Rutte, Primeiro-ministro dos Países Baixos (2010–atualmente)
- Polônia
  - Presidente – Andrzej Duda, Presidente da Polônia (2015–atualmente)
  - Primeiro-ministro –
    1. Mateusz Morawiecki, Presidente do Conselho de Ministros da Polônia (2017–2023)
    2. Donald Tusk, Presidente do Conselho de Ministros da Polônia (2023–atualmente)
- Portugal
  - Presidente – Marcelo Rebelo de Sousa, Presidente de Portugal (2016–atualmente)
  - Primeiro-ministro – António Costa, Primeiro-ministro de Portugal (2015–atualmente)
- Reino Unido
  - Monarca – Charles III, Rei do Reino Unido (2022–atualmente)
  - Primeiro-ministro – Rishi Sunak, Primeiro-ministro do Reino Unido (2022–atualmente)
- Romênia
  - Presidente – Klaus Iohannis, Presidente da Romênia (2014–atualmente)
  - Primeiro-ministro – 
    1. Nicolae Ciucă, Primeiro-ministro da Romênia (2021–2023)
    2. Cătălin Predoiu, Primeiro-ministro interino da Romênia (2023)
    3. Marcel Ciolacu, Primeiro-ministro da Romênia (2023–atualmente)
- Rússia
  - Presidente – Vladimir Putin, Presidente da Rússia (2012–atualmente)
  - Primeiro-ministro – Mikhail Mishustin, Presidente do Governo da Federação Russa (2020–atualmente)
- San Marino
  - Capitães-regentes – 
    1. Maria Luisa Berti e Manuel Ciavatta, Capitães-regentes de San Marino (2022–2023)
    2. Alessandro Scarano e Adele Tonnini, Capitães-regentes de San Marino (2023)
    3. Filippo Tamagnini e Gaetano Troina, Capitães-regentes de San Marino (2023–atualmente)
- Sérvia
  - Presidente – Aleksandar Vučić, Presidente da Sérvia (2017–atualmente)
  - Primeiro-ministro – Ana Brnabić, Primeiro-ministro da Sérvia (2017–atualmente)
- Suécia
  - Monarca – Carlos XVI Gustavo, Rei da Suécia (1973–atualmente)
  - Primeiro-ministro – Ulf Kristersson, Primeiro-ministro da Suécia (2022–atualmente)
- Suíça
  - Conselho – Conselho Federal da Suíça [h]
    - Membros –  Alain Berset (2012–2023; Presidente da Suíça, 2023), Guy Parmelin (2016–atualmente), Ignazio Cassis (2017–atualmente), Karin Keller-Sutter  (2019–atualmente) Viola Amherd (2019–atualmente), Élisabeth Baume-Schneider (2023–atualmente) e Albert Rösti (2023–atualmente)
- Transnístria (Estado separatista não reconhecido)
  - Presidente – Vadim Krasnoselsky, Presidente da Transnístria (2016–atualmente)
  - Primeiro-ministro – Aleksandr Rozenberg, Primeiro-ministro da Transnístria (2022–atualmente)
- Ucrânia
  - Presidente – Volodymyr Zelensky, Presidente da Ucrânia (2019–atualmente)
  - Primeiro-ministro – Denys Shmyhal, Primeiro-ministro da Ucrânia (2020–atualmente)
- Vaticano
  - Monarca – Papa Francisco, Soberano da Cidade do Vaticano (2013–atualmente)
  - Chefe de governo – Cardeal Fernando Vérgez Alzaga, Presidente do Governo do Estado da Cidade do Vaticano (2021–atualmente)
  - Santa Sé (tema sui generis do direito internacional)
    - Secretário de Estado – Cardeal Pietro Parolin, Cardeal Secretário de Estado (2013–atualmente)

## Oceania
- Austrália
  - Monarca – Charles III, Rei da Austrália (2022–atualmente)
  - Governador-geral – David Hurley, Governador-geral da Austrália (2019–atualmente)
  - Primeiro-ministro – Anthony Albanese, Primeiro-ministro da Austrália (2022–atualmente)
- Estados Federados da Micronésia
  - Presidente – 
    1. David Panuelo, Presidente dos Estados Federados da Micronésia (2019–2023)
    2. Wesley Simina, Presidente dos Estados Federados da Micronésia (2023–atualmente)
- Fiji
  - Presidente – Ratu Wiliame Katonivere, Presidente das Fiji (2021–atualmente)
  - Primeiro-ministro – Sitiveni Rabuka, Primeiro-ministro das Fiji (2022–atualmente)
- Ilhas Marshall
  - Presidente – David Kabua, Presidente das Ilhas Marshall (2020–2024)
- Ilhas Salomão
  - Monarca – Charles III, Rei das Ilhas Salomão (2022–atualmente)
  - Governador-geral – Sir David Vunagi, Governador-geral das Ilhas Salomão (2019–atualmente)
  - Primeiro-ministro – Manasseh Sogavare, Primeiro-ministro das Ilhas Salomão (2019–atualmente)
- Kiribati
  - Presidente – Taneti Mamau, Presidente de Kiribati (2016–atualmente)
- Nauru
  - Presidente – 
    1. Russ Kun, Presidente de Nauru (2022–2023)
    2. David Adeang, Presidente de Nauru (2023–atualmente)
- Nova Zelândia
  - Monarca – Charles III, Rei da Nova Zelândia (2022–atualmente)
  - Governador-geral – Dama Cindy Kiro, Governador-geral da Nova Zelândia (2021–atualmente)
  - Primeiro-ministro – 
    1. Jacinda Ardern, Primeiro-ministro da Nova Zelândia (2017–2023)
    2. Chris Hipkins, Primeiro-ministro da Nova Zelândia (2023)
    3. Christopher Luxon, Primeiro-ministro da Nova Zelândia (2023–atualmente)
- Palau
  - Presidente – Surangel Whipps Jr., Presidente de Palau (2021–atualmente)
- Papua-Nova Guiné
  - Monarca – Charles III, Rei de Papua-Nova Guiné (2022–atualmente)
  - Governador-geral – Sir Bob Dadae, Governador-geral da Papua-Nova Guiné (2017–atualmente)
  - Primeiro-ministro – James Marape, Primeiro-ministro da Papua-Nova Guiné (2019–atualmente)
- Samoa
  - Chefe de Estado – Va'aletoa Sualauvi II, O le Ao o le Malo de Samoa (2017–atualmente)
  - Primeiro-ministro – Fiamē Naomi Mataʻafa, Primeiro-ministro de Samoa (2021–atualmente)
- Tonga
  - Monarca – Tupou VI, Rei de Tonga (2012–atualmente)
  - Primeiro-ministro – Siaosi Sovaleni, Primeiro-ministro de Tonga (2021–atualmente)
- Tuvalu
  - Monarca – Charles III, Rei de Tuvalu (2022–atualmente)
  - Governador-geral – Sir Tofiga Vaevalu Falani, Governador-geral de Tuvalu (2021–atualmente)
  - Primeiro-ministro – Kausea Natano, Primeiro-ministro de Tuvalu (2019–atualmente)
- Vanuatu
  - Presidente – Nikenike Vurobaravu, Presidente de Vanuatu (2022–atualmente)
  - Primeiro-ministro – 
    1. Ishmael Kalsakau, Primeiro-ministro de Vanuatu (2022–2023)
    2. Sato Kilman, Primeiro-ministro de Vanuatu (2023)
    3. Charlot Salwai, Primeiro-ministro de Vanuatu (2023–atualmente)